# 1967 chez Disney
L'année 1967 au sein de la société Walt Disney Productions est la première année suivant le décès de Walt Disney le 15 décembre 1966. Les productions de l'année sont encore fortement marquées par la présence du fondateur.

## Résumé
Bien que l'information ait été publiée dans la presse, l'impact de la mort de Walt Disney le 15 décembre 1966 n'est pas immédiat. Grâce à des enregistrements en studio en octobre 1965, Walt Disney apparaît encore dans les séquences clôturant l'émission The Wonderful World of Disney jusqu'à l'été 1967. Des cartes de vœux de Noël audio ont été enregistrement pour des écoles de malvoyants associées à la production des trois épisodes Atta Girl, Kelly. L'information initiale était un mensonge, une convalescence à la suite d'une ancienne mauvaise chute de polo et non un cancer. Une rumeur apparait peu après d'une cryogénie en vue d'un hypothétique traitement du cancer dans le futur. Mark Arnold explique que c'est cette rumeur qui l'a inspiré pour le titre de son ouvrage  Frozen in Ice : The Story of Walt Disney Productions, 1966-1985. Il rappelle toutefois que Walt Disney bien qu'ayant fait des recherches sur le sujet avant sa mort a été incinéré.
Roy Disney n'évoque pas encore son remplacement à la tête de la société mais annonce son départ à la retraite après l'ouverture de Disney World en 1971. Une succession s'organise toutefois autour de Donn Tatum et Card Walker.

### Productions audiovisuelles
Walt Disney avait participé à toutes les productions sorties durant l'année comme l'indique Leonard Maltin dans The Disney Films. Walt avait aussi lancé le projet pour Les Aristochats (1970).
Le studio envisage un film basé sur le personnage de roman Docteur Dolittle créé par Hugh Lofting mais la 20th Century Fox annonce la sortie de L'Extravagant Docteur Dolittle en décembre 1967. Les films Blanche-Neige et les Sept Nains et Quelle vie de chien ! ressortent au cinéma.
Charles Solomon révèle dans The Disney That Never Was qu'une adaptation du conte d'Hansel et Gretel est relancée en septembre même si elle date des années 1950 et avait été évoquée aussi en 1961. Les frères Sherman doivent concevoir la musique mais ne semblent pas trouver d'inspiration même avec l'idée d'utiliser Mickey et Minnie Mouse dans le film. En septembre 1967, l'émission The Wonderful World of Disney est sponsorisée par Gulf Oil pour sa 14e saison.

### Parcs à thèmes et loisirs
Le 18 mars 1967, l'attraction Pirates of the Caribbean ouvre à Disneyland,. Initialement prévu comme un parcours pédestre, le succès de l'attraction It's a Small World a permis de la transformer en parcours scénique fluvial avec des Audio-animatronics. Plusieurs modifications ont lieu dans la zone Tomorrowland de Disneyland comme le PeopleMover, Adventure Thru Inner Space, le Carousel of Progress, Flight to the Moon, Autopia, Circle-Vision 360°, le restaurant Tomorrowland Terrace, Alpine Garden, le Club 33.
Le projet Disney's Mineral King Ski Resort, dont les terrains ont été achetés en 1965, progresse avec un financement validé par Commission des autoroutes de Californie sur sept ans des routes desservant le site.
Marty Sklar déclare que le projet Disney World est suspendu durant l'année 1967 à la suite de la mort de Walt Disney.
Le 2 février 1967, Roy Disney présente le film promotionnel Epcot à l'administration de Floride. Les décrets sont passés le 17 avril et le 12 mai  avec une signature par le gouverneur Claude Kirk le 30 mai. Le nom du complexe change de "Disney World" pour 'Walt Disney World" en l'honneur de son frère.

### Autres médias
En dehors des bandes originales de films, Disneyland Records publie The Further Adventure of Jimminy Crickett, une suite des aventures de la conscience de Pinocchio, avec le dernière enregistrement de Cliff Edwards prêtant sa voix au personnage. Le label publie aussi Camarata With The Mike Sammes Singers – Man Of La Mancha et un best-of intitulé Walt Disney's Happiest Songs pour Gulf Oil.
La production de bande dessinées bats son plein au sein du contrat liant Disney Publishing et Western Publishing, les comics étant distribués depuis 1962 par Gold Key Comics. L'année 1967 est marquée par le lancement de séries sur Les Rapetou, les Castors Juniors, Super Dingo. La dernière histoire officielle de Carl Barks, en retraite depuis 1966, est publiée même s'il participe à quelques autres jusqu'à sa mort en 2000 à 99 ans.
Publications Gold Key Comics
- Donald Duck
- Mickey Mouse
- Uncle Scrooge
- Walt Disney's Comics and Stories
- The Beagle Boys
- Huey, Duey, Louie Junior Woodchunks
- Super Goof
- Walt Disney Presents Zorro

### Futures filiales
Le département américain de la justice via Donald Turner, responsable de la section antitrust, dépose en juillet 1967 une plainte contre la fusion ABC-ITT entamée fin 1965. Le procès débute en octobre 1967 et s'achève le 1er janvier 1968 par une annulation de la fusion.
En 1967, Ralph Beaudin, directeur général de WLS, est nommé à la tête d'ABC Radio. Sous sa direction, la société ABC Radio est divisée en quatre « réseaux », chacun pour un type de contenu différent : info, info et séries, pop music et émissions-débats.

## Événements

### Février
- 2 février 1967, Sortie du film Rentrez chez vous, les singes ! aux États-Unis[8],[9]
- 21 février 1967, Sortie nationale du film Rentrez chez vous, les singes ! aux États-Unis[10]

### Mars
- mars 1967, Première apparition du personnage Toby Dick (Moby Duck en VO) en bande dessinée dans le Donald Duck #112[11],[12]
- 3 mars 1967, Sortie du film L'Honorable Griffin aux États-Unis[13],[14]
- 18 mars 1967, Ouverture de l'attraction Pirates of the Caribbean à Disneyland[3],[4].
- 22 mars 1967,
  - Sortie du moyen métrage Winnie l'ourson et l'Arbre à miel en France
  - Sortie du film Quatre Bassets pour un danois en France
- 23 mars 1967, Sortie du court métrage Picsou banquier

### Avril
- 18 avril 1967, Disney fonde la société The Dolphin Hotel basée à Orlando au sein du futur Walt Disney World Resort[15]
- 28 avril 1967, Ouverture de l'attraction Canada '67 à l'Exposition universelle de 1967 à Montréal[16]

### Mai
- 12 mai 1967, Création par publication au journal officiel du Reedy Creek Improvement District et des villes de Bay Lake et Reedy Creek (renommée par la suite Lake Buena Vista)
- 30 mai 1967, Première pelletée de terre officielle du Magic Kingdom de Walt Disney World Resort en Floride

### Juin
- 11 juin 1967, Ressortie de Blanche-Neige et les Sept Nains[17]
- 15 juin 1967, Ouverture du Club 33, un club privé à Disneyland[18]
- 21 juin 1967, Sortie du moyen métrage The Legend of the Boy and the Eagle (en)[19],[20]
- 23 juin 1967, Première mondiale du film Le Plus Heureux des milliardaires à New York[21],[22],[23]
- 25 juin 1967, Ouverture de l'attraction America the Beautiful à Disneyland[24]

### Juillet
- 2 juillet 1967, Ouverture du Nouveau Tomorrowland 1967 à Disneyland, avec les attractions Carousel of Progress, PeopleMover et Rocket Jets[25]
- 29 juillet 1967, Sortie du film La Gnome-mobile aux États-Unis[26],[27],[28]

### Août
- 5 août 1967, Ouverture de l'attraction Adventure Thru Inner Space à Disneyland[29]
- 12 août 1967, Ouverture de l'attraction Flight to the Moon à Disneyland[30]

### Septembre
- 26 septembre 1967, la Compass East Corporation est renommée Walt Disney World Company

### Octobre
- 3 octobre 1967, Décès de Pinto Colvig, acteur vocal
- 18 octobre 1967, Première mondiale du film Le Livre de la jungle aux États-Unis au Grauman's Chinese Theatre[31]

### Décembre
- Fermeture de l'attraction House of Future à Disneyland[3].